# Elecciones generales de India de 2004
Las elecciones generales se celebraron en la India en cuatro fases entre el 20 de abril y el 10 de mayo de 2004. Más de 670 millones de personas fueron elegibles para votar, eligiendo a 543 miembros de la 14.ª Lok Sabha. La Lok Sabha, o "Casa del Pueblo", es la cámara baja elegida directamente por el Parlamento de la India.
El 13 de mayo, el gobernante Partido Bharatiya Janata (BJP) y su alianza Alianza Democrática Nacional admitieron la derrota. El Congreso Nacional de la India, que había gobernado la India durante casi cinco años desde la independencia hasta 1996, regresó al poder después de un récord de ocho años fuera del poder. Pudo reunir una cómoda mayoría de más de 335 miembros de 543 con la ayuda de sus aliados. Los 335 miembros incluían tanto la Alianza Progresista Unida dirigida por el Congreso, la coalición gobernante formada después de las elecciones, así como el apoyo externo del Partido Bahujan Samaj (BSP), Partido Samajwadi (SP), Congreso de Kerala (KC) y el Frente de Izquierda. 
La presidenta del Congreso, Sonia Gandhi, pidió al exministro de Finanzas Manmohan Singh, un respetado economista, que encabece el nuevo gobierno. Singh había servido anteriormente en el gobierno del Congreso del primer ministro Narasimha Rao a principios de la década de 1990, donde fue visto como uno de los arquitectos del primer plan de liberalización económica de la India, que evitó una inminente crisis monetaria nacional. A pesar de que Singh nunca había ganado un escaño en la Lok Sabha, su considerable buena voluntad y la nominación de Sonia Gandhi le valieron el apoyo de los aliados de la UPA y el Frente de Izquierda.
Siete estados también celebraron elecciones a la asamblea para elegir gobiernos estatales junto con las elecciones parlamentarias.

## Campaña
En estas elecciones, en comparación con todas las elecciones de Lok Sabha de la década de 1990, la batalla fue más una contienda cara a cara en el sentido de que no había una alternativa viable de tercer frente. En gran parte, la contienda fue entre el BJP y sus aliados por un lado y el Congreso y sus aliados por el otro. Sin embargo, la situación mostró grandes diferencias regionales.
El BJP luchó en las elecciones como parte de la Alianza Democrática Nacional (NDA), aunque algunos de sus acuerdos para compartir escaños se hicieron con partidos regionales fuertes fuera de la NDA, como el Partido Telugu Desam (TDP) en Andhra Pradesh y All India Anna Dravida Munnetra Kazhagam (AIADMK) en Tamil Nadu.
Antes de las elecciones hubo intentos de formar un frente de oposición conjunta a nivel nacional liderado por el Congreso. Al final, no se pudo llegar a un acuerdo, pero a nivel regional se hicieron alianzas entre el Congreso y los partidos regionales en varios estados. Esta fue la primera vez que el Congreso impugnó ese tipo de alianzas en una elección parlamentaria.
Los partidos de izquierda, sobre todo el Partido Comunista de la India (marxista) y el Partido Comunista de la India, disputaron por su cuenta en sus bastiones Bengala Occidental, Tripura y Kerala, enfrentándose tanto al Congreso como a las fuerzas de la NDA. En varios otros estados, como Punjab y Andhra Pradesh, participaron en intercambios de escaños con el Congreso. En Tamil Nadu, formaban parte de la Alianza Democrática Progresista liderada por Dravida Munnetra Kazhagam (DMK).
Dos partidos se negaron a estar de acuerdo con el Congreso o el BJP, el Partido Bahujan Samaj y el Partido Samajwadi. Ambos tienen su sede en Uttar Pradesh, el estado más grande de la India (en términos de población). El Congreso hizo varios intentos de formar alianzas con ellos, pero fue en vano. Muchos creían que se convertirían en los 'saboteadores' que robarían al Congreso una victoria electoral. El resultado fue una competencia de cuatro esquinas en UP, que realmente no perjudicó ni benefició al Congreso o al BJP de manera significativa.

## Resultados
La mayoría de los analistas creían que la NDA ganaría las elecciones. Esta evaluación también fue apoyada por encuestas de opinión. La economía había mostrado un crecimiento constante en los últimos meses y la desinversión de las unidades de producción propiedad del gobierno (una continuación de las políticas de liberalización de la India iniciadas a principios de la década de 1990) había ido por buen camino. Las reservas de divisas de la India ascendieron a más de 100.000 millones de dólares (el séptimo más grande del mundo y un récord para la India). El sector de servicios también había generado muchos puestos de trabajo. Se suponía que el partido había estado montado en una ola del llamado "factor de bienestar", tipificado por su campaña de promoción "India Shining".
En el pasado, el BJP ha sido visto en gran medida como un partido hindú de línea dura con estrechos vínculos con la organización hindú Rashtriya Swayamsevak Sangh (RSS). A lo largo de los años, el partido se ha distanciado levemente de sus políticas Hindutva, un cambio que está siendo cuestionado tras la mala actuación del partido en las elecciones. Estas elecciones estuvieron marcadas por el énfasis de la campaña en las ganancias económicas. Desde las últimas elecciones, el BJP se había dado cuenta de que su base de votantes había alcanzado un techo y se había concentrado en las alianzas previas a las elecciones en lugar de las posteriores. El origen extranjero de Sonia Gandhi también formó parte de la campaña de la NDA.
| Partido                                  | Escaños competidos | Escaños ganados | Votos       | %      | % Escaños competidos | Escaños perdidos |
| ---------------------------------------- | ------------------ | --------------- | ----------- | ------ | -------------------- | ---------------- |
| Congreso Nacional Indio                  | 400                | 145             | 103,408,949 | 26.53% | 34.43%               | 82               |
| Bharatiya Janata Party                   | 364                | 138             | 86,371,561  | 22.16% | 34.39%               | 57               |
| Partido Comunista de la India (Marxista) | 69                 | 43              | 22,070,614  | 5.66%  | 42.31%               | 15               |
| Bahujan Samaj Party                      | 435                | 19              | 20,765,229  | 5.33%  | 6.66%                | 358              |
| Samajwadi Party                          | 237                | 36              | 16,824,072  | 4.32%  | 10.26%               | 169              |
| Telegu Desam                             | 33                 | 5               | 11,844,811  | 3.04%  | 42.75%               | 0                |
| Rashtriya Janata Dal                     | 42                 | 24              | 9,384,147   | 2.41%  | 31.27%               | 14               |
| Janata Dal (Unido)                       | 73                 | 8               | 9,144,963   | 2.35%  | 17.73%               | 44               |
| All India Anna Dravida Munnetra Kazhagam | 33                 | 0               | 8,547,014   | 2.19%  | 35.59%               | 0                |
| Congreso Nacionalista de Trinamool       | 33                 | 2               | 8,071,867   | 2.07%  | 29.97%               | 7                |
| Dravida Munnetra Kazhagam                | 16                 | 16              | 7,064,393   | 1.81%  | 58.24%               | 0                |
| Shiv Sena                                | 56                 | 12              | 7,056,255   | 1.81%  | 17.90%               | 34               |
| Partido del Congreso Nacionalista        | 32                 | 9               | 7,023,175   | 1.80%  | 33.98%               | 10               |
| Janata Dal (Secular)                     | 43                 | 3               | 5,732,296   | 1.47%  | 15.67%               | 24               |
| Partido Comunista de la India            | 34                 | 10              | 5,484,111   | 1.41%  | 23.70%               | 19               |
| Biju Janata Dal                          | 12                 | 11              | 5,082,849   | 1.30%  | 51.15%               | 0                |
| Shiromani Akali Dal                      | 10                 | 8               | 3,506,681   | 0.90%  | 43.42%               | 0                |
| Lok Jan Shakti Party                     | 40                 | 4               | 2,771,427   | 0.71%  | 10.02%               | 32               |
| Rashtriya Lok Dal                        | 32                 | 3               | 2,463,607   | 0.63%  | 11.08%               | 23               |
| Telangana Rashtra Samithi                | 8                  | 5               | 2,441,405   | 0.63%  | 13.19%               | 0                |
| Pattali Makkal Katchi                    | 6                  | 6               | 2,169,020   | 0.56%  | 51.66%               | 0                |
| Asom Gana Parishad                       | 12                 | 2               | 2,069,600   | 0.53%  | 23.53%               | 4                |
| Indian National Lok Dal                  | 20                 | 0               | 1,936,703   | 0.50%  | 12.60%               | 14               |
| Jharkhand Mukti Morcha                   | 9                  | 5               | 1,846,843   | 0.47%  | 28.43%               | 3                |
| Partido Revolucionario Socialista        | 6                  | 3               | 1,689,794   | 0.43%  | 33.50%               | 2                |
| Marumaralarchi Dravida Munnetra Kazhagam | 4                  | 4               | 1,679,870   | 0.43%  | 58.23%               | 0                |
| All India Forward Bloc                   | 10                 | 3               | 1,365,055   | 0.35%  | 18.81%               | 7                |
| Total                                    | 543                | 543             | 389779784   | 100%   | -                    | 4218             |